# Rodrigo Maranhão
Rodrigo Meneses Quintanilha (* 11. Dezember 1992 in Codó), auch als Rodrigo Maranhão bekannt,  ist ein brasilianischer Fußballspieler.

## Karriere
Das Fußballspielen lernte Rodrigo Maranhão in der Jugendmannschaft von Atlético Goianiense. Seinen ersten Vertrag unterschrieb er 2015 beim União Agrícola Barbarense FC in Santa Bárbara d’Oeste. Im gleichen Jahr wechselte er nach Bragança Paulista zu CA Bragantino. 2016 unterschrieb er einen Vertrag in Thailand beim dortigen Zweitligisten Port FC in Bangkok. Mit dem Verein belegte er 2016 den dritten Tabellenplatz und stieg somit in die Erste Liga auf. Zur Rückserie 2017 wechselte er zum Ligakonkurrenten Sukhothai FC nach Sukhothai. 2018 ging er nach Japan und schloss sich dem in der Dritten Liga spielenden Zweigen Kanazawa aus Kanazawa an. Nach 31 Spielen in Japan ging er Anfang 2019 nach Südkorea. Hier unterschrieb er einen Vertrag beim Zweitligisten Bucheon FC 1995. Bis Juni spielte er neunmal für den Club. Mitte 2019 kehrte er wieder nach Thailand zurück und schloss sich dem Zweitligisten Nongbua Pitchaya FC aus Nong Bua Lamphu an. Für Nongbua absolvierte er ein Spiel in der Saison 2019. 2020 wechselte er zum Ligakonkurrenten Lampang FC nach Lampang. Für Lampang spielte er viermal in der zweiten Liga, der Thai League 2. Anfang Oktober 2020 ging er in seine Heimat Brasilien und schloss sich bis Ende des Jahres dem EC Água Santa aus Diadema an. Nach vier Monaten wechselte er im Februar 2021 zum AA Portuguesa (SP) nach Santos. Im Juni 2021 zog es ihn wieder nach Thailand. Hier nahm ihn der Zweitligist Phrae United FC aus Phrae unter Vertrag. Nach zwei Spielzeiten, in denen er 63 Ligaspiele absolvierte und dabei 33 Tore schoss, wechselte er im Juli 2023 nach Nakhon Si Thammarat zum ebenfalls in der zweiten Liga spielenden Nakhon Si United FC. Die Saison 2023/24 wurde er mit dem Verein Tabellenfünfter und qualifizierte sich somit für die Aufstiegsspiele zur ersten Liga. Hier konnte man sich jedoch nicht gegen den Rayong FC durchsetzen und verblieb in der zweiten Liga. Nach zwei Spielzeiten, in denen er 59 Ligaspiele bestritt, wurde sein Vertrag im Sommer 2025 nicht verlängert. Im Juli 2025 nahm ihn der ebenfalls in der zweiten Liga spielende Chanthaburi FC unter Vertrag.